# نظام القنوات الجامعة
نظام القنوات الجامعة (بالإنجليزية: collecting duct system)‏ هو عبارة عن سلسلة من الأنيبيبات والقنوات التي تصل الوحدة الأنبوبية الكلوية بالحالب. وهي تساهم في اتزان الالمحاليل الكهرلية والسوائل في الجسم من خلال عمليات الإخراج وإعادة الامتصاص والتي تنظمها هرمونات كهرمون الألدوستيرون والهرمون المانع لإدرار البول.
هناك عدة مكونات لنظام القنوات الجامعة منها: الأنيبيبات الرابطة أو الموصلة، والقنوات الجامعة القشرية، والقنوات الجامعة النخاعية.

## روابط خارجية
- Histology at KUMC epithel-epith04 "Collecting Duct (Kidney)"
- صور نسيجية: 15803loa — نظام تعلم علم الأنسجة في جامعة بوسطن – "Urinary System: kidney, medulla, collecting duct and ascending tubule"
- صور نسيجية: 16013loa — نظام تعلم علم الأنسجة في جامعة بوسطن – "Urinary System: kidney, H&E, collecting duct and ascending tubule"